# 新烏津斯克區
50°27′N 48°09′E / 50.450°N 48.150°E
新烏津斯克區（俄语：Новоузенский район），是俄羅斯的一個區，位於該國西南部，由薩拉托夫州負責管轄，面積4,100平方公里，2010年人口32,248，人口密度每平方公里7.87人。